# Miguel Casiri
Miguel Casiri (* 1710 in Tripoli (Libanon); † 12. März 1791 in Madrid) war ein syro-maronitischer Geistlicher und Orientalist.

## Leben
Miguel Casiri erhielt seine wissenschaftliche Ausbildung in Rom und wurde dort am 29. September 1734, seinem Namenstag, zum Priester geweiht. Im folgenden Jahr begleitete er den berühmten Orientalisten Giuseppe Simone Assemani nach Syrien, der dort auf Anordnung des Papstes Clemens XII. einer maronitischen Synode beiwohnen sollte. Nachdem Casiri 1738  nach Rom zurückgekehrt war, lieferte er einen sehr genauen Bericht über die religiösen Ansichten der Maroniten. Dann lehrte er in seinem Kloster zu Sankt Peter und Marcellin die arabische, syrische und aramäische Sprache, die Theologie und Philosophie. 1748 ging er auf Einladung des Jesuiten Francisco Rábago y Noriega nach Spanien. Rábago war Beichtvater des Königs Ferdinand VI. und hatte Casiri in Rom in Philosophie unterrichtet. Casiri wurde auf Betreiben von Rábago bei der königlichen Bibliothek in Madrid angestellt, von der er im nächsten Jahr an die Bibliothek im Escorial versetzt wurde, der er seit 1763 als Oberbibliothekar vorstand. Er war auch seit 1749 Mitglied der königlichen Akademie der Geschichte zu Madrid und Übersetzer der orientalischen Sprachen für den König. Gegen Ende seines Lebens verlor er das Gedächtnis und wurde taub. 1791 starb er im Alter von 81 Jahren in Madrid.

## Wissenschaftliches Werk
Ab 1750 sammelte Casiri Materialien für seine Bibliotheca arabico-hispana und wurde dabei zuerst von Paul Hodar, einem maronitischen Mönch und gelehrten Orientalisten, unterstützt. Die beiden entzweiten sich aber bald und Casiri arbeitete daraufhin allein an seinem Werk weiter, das er erst 1770 vollenden konnte. Er veröffentlichte es unter dem Titel Bibliotheca arabico-hispana Escurialensis, sive librorum omnium manuscriptorum, quos arabice ab auctoribus, magnam partem arabico-hispanis compositos bibliotheca coenobii Escurialensis complectitur, recensio et explanatio (2 Bände, Madrid 1760 und 1770). In dieser nur in einer geringen Anzahl von Exemplaren gedruckten Schrift lieferte Casiri ein wissenschaftlich geordnetes Verzeichnis von 1851 arabischen Handschriften der Escorial-Bibliothek. Das Werk enthält auch etliche Zitate von arabischen Geschichtswerken. Die Manuskripte sind nach den in ihnen behandelten Gegenständen kategorisiert. Im zweiten Band erläutert Casiri zahlreiche geographische und historische Handschriften, die wertvolle Informationen über die Kämpfe zwischen den Mauren und Christen in Spanien bringen.